# Крона дерева
Крона дерева — совокупность веток и листьев в верхней части растения, продолжающая ствол от первого разветвления до верхушки дерева или кустарника со всеми боковыми ответвлениями и листвой. Различают такие характеристики, как форма кроны и плотность кроны — от плотной до редкой, ажурной.

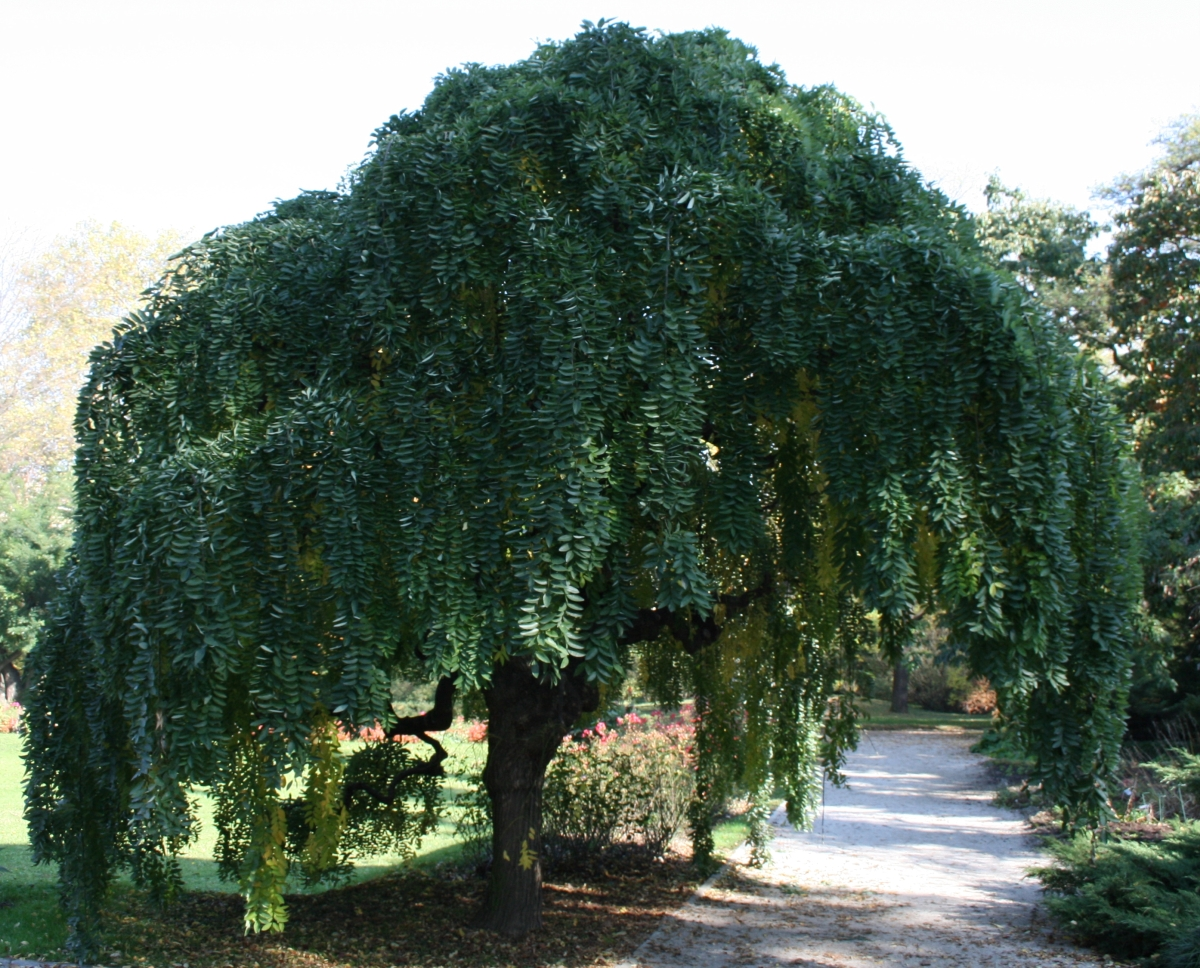
Плакучая форма кроны одного из сортов Софоры японской — Sophora japonica 'Pendula'

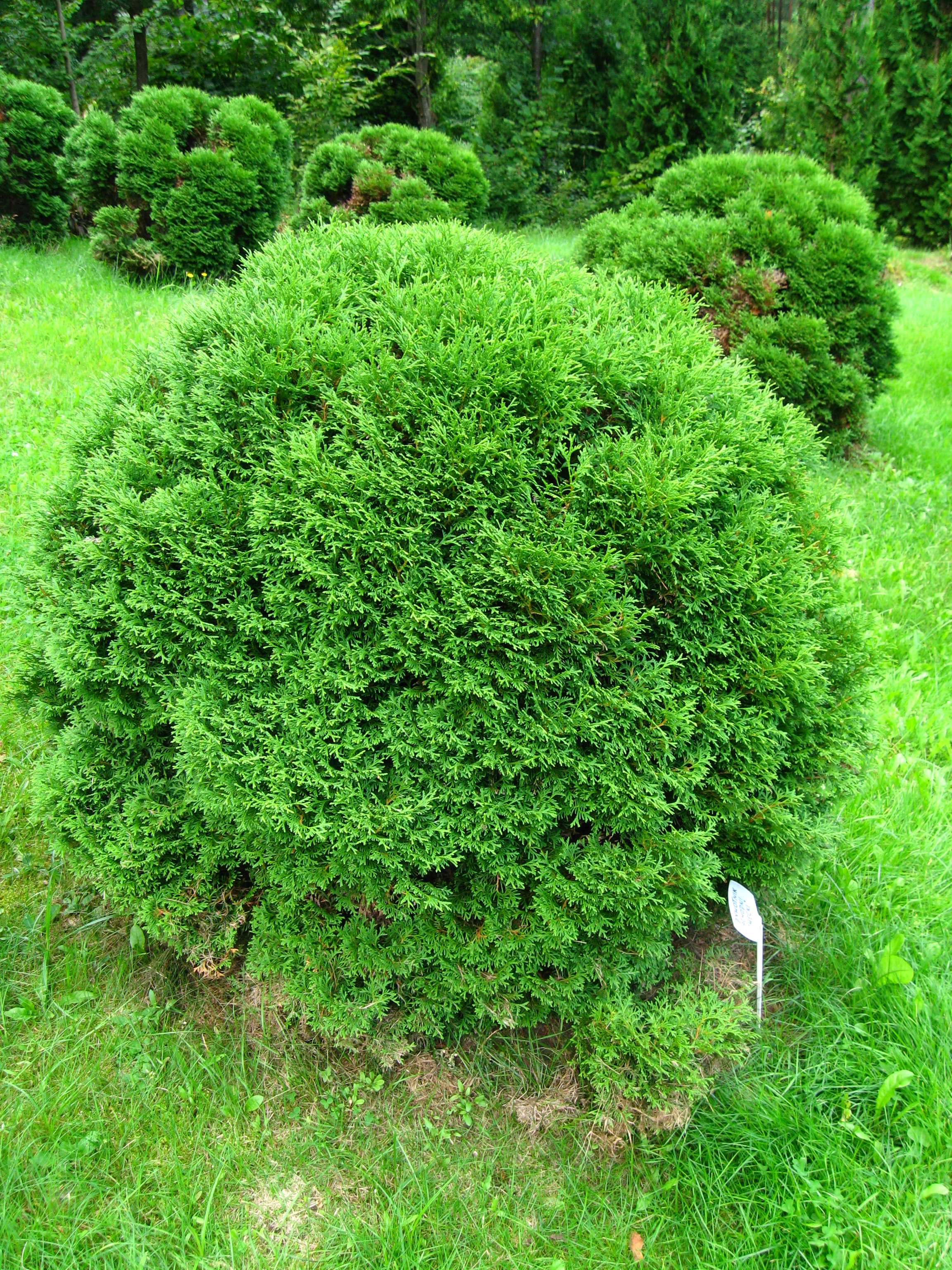
овальная форма кроны одного из сортов туи западной — Thuja occidentalis 'Mecki'

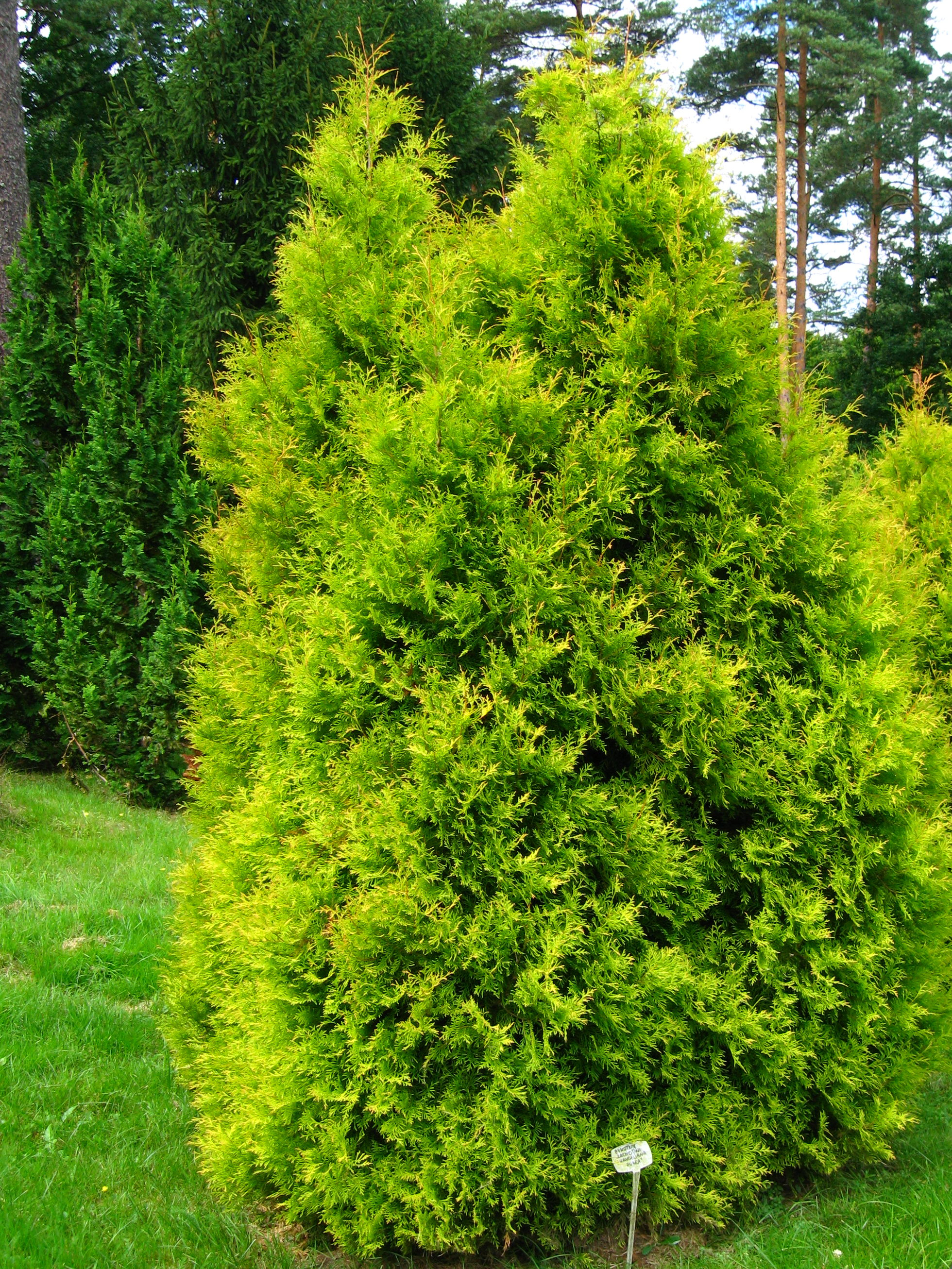
Пирамидальная форма кроны одного из сортов туи западной — Thuja occidentalis 'Ellwangeriana Aurea'

## Формы кроны
- Плакучая. К этой группе относят деревья и кустарники, у которых основные ветви кроны направлены книзу. Этот признак выражается по-разному. У наиболее распространённых плакучих форм основные ветви, отходя недалеко от ствола, дугообразно изгибаются и свисают вниз. У других — основные ветви кроны, направляясь от ствола почти под прямым углом, затем направляются книзу, образуя зонтиковидную плакучую форму (Берёза повислая Рожинского — Betula verrucosa Ehrh. f. pendula Rozynskiana Roz., плакучая форма ясеня обыкновенного). Также имеются плакучие формы с основными ветвями кроны, которые, почти не отдаляясь от ствола, вертикально свисают вниз, в результате чего образуется своеобразная узкопирамидально-плакучая форма кроны. Латинские термины, применяемые для обозначения плакучих форм:
- плакучая — pendula, pendens, pendulina;
- повислая, свисающая — inversa;
- круто изогнутая книзу — reflexa.
- Пирамидальная. Геометрически правильной пирамидальной формы с гранями, как у пирамиды, древесные породы, естественно, не образуют. Но по общему облику, напоминающему пирамиду, это название для соответствующих форм древесных пород широко применяется. Относящиеся к этой группе древесные породы не однородны по своей форме. Различают широко- и узкопирамидальные формы. К этим формам часто применяются следующие латинские названия:
- Пирамидальная — Pyramidata (Pyramidalis Pyramidatus).
- Пирамидовидная — Pyramidiformis.
Вместо термина Pyramidata (pyramidalis) для обозначения пирамидальных форм применяется латинский термин — fastigiata (fastigiatus), если пирамидальная форма имеет острую вершину.
Вместо термина Pyramidata иногда применяют термин stricta, если форма имеет более узкую, сжатую (плотную) пирамидальную крону. Термин erecta (erectus) применим к формам, у которых основные ветви подняты вверх, образуют форму, хотя и не полную пирамидальную, но в целом приближающуюся к ней.
- Колонновидная. К этой группе относят формы с более или менее одинаковой шириной кроны от низа до верха. К этим формам часто применяются следующее латинское название:
- Колонновидная — Columnaris.
- Конусовидная.
- Веретенообразная. Включает формы, у которых крона у основания сужена, затем расширена и далее к вершине сужается.
- Овальная. Для обозначения форм этой группы применяются следующие латинские названия:
- овальная — ovalis, ovularis, ovatusy oviformis.
- Шаровидная. Все шаровидные формы древесных пород являются прекрасным материалом для садов и парков регулярного типа, для линейных уличных насаждений, а также для оформления партеров и небольших усадебных участков. Для обозначения форм этой группы применяются следующие латинские названия:
- шаровидная (шарообразная, сфероидальная) — globosa, globosus, globularis, sphaeroideus.
- Зонтичная. В дендрологической литературе термин зонтичная (umbraculifera) употребляется и в прямом смысле, как обозначающий форму с действительно зонтичной кроной у старых и молодых экземпляров. Но термином umbraculifera обозначают также полушаровидную форму.
- Стелющаяся.
- С оригинальным ветвлением. К этой группе относят своеобразные формы, представляющие скорее уродливые деформации крон основных видов, чем эффектные в декоративном отношении объекты. Они могут быть лишь изредка, в качестве форм, поражающих своим необычным видом, включены в декоративные сады и парки, представляя большую ценность для научных дендрологических коллекций. Но некоторые из относящихся к рассматриваемой группе форм являются весьма изящными отклонениями от форм, типичных для вида. Они могут иметь более широкое применение. К таким растениям относятся нитевидные, плетевидные и прутовидные формы некоторых хвойных древесных пород. Латинская номенклатура, применяемая для обозначения этих форм:
  - змеевидная — virgata;
  - извилистая (искривлённая) — tortuosa;
  - нитевидная — filiformis;
  - одноствольная (образует один ствол без основных ветвей кроны) — monocaulis;
  - плетевидная — flagcliformis;
  - прутовидная — viminalis;
  - спиральная — spiralis;
  - уродливая — monstrosa.
- Раскидистая.